# Messerschmitt Me 163
Messerschmitt Me 163 Komet bylo německé stíhací letadlo nasazené během druhé světové války. Byl prvním a jediným operačně nasazeným bezocasým letounem poháněným raketovým motorem. Dále byl prvním pilotovaným letadlem překračující rychlost 1 000 km/h (621 mph) ve vodorovném letu. Navržen byl Alexandrem Lippischem a jeho výkon a aspekty z něj udělaly jednu z nejpozoruhodnějších leteckých konstrukcí druhé světové války. Německý zkušební pilot Heini Dittmar na letounu Me 163A V4 dosáhl 2. října 1941 rychlosti 1003,67 km/h a na začátku července 1944 s letounem Me 163B V18 dosáhl 1 130 km/h (700 mph) – neoficiální rychlostní rekord letu, který nepřekonal proudový letoun téměř deset let; překročen byl v roce 1953 letounem Hawker Hunter F.Mk.3 rychlostí 1 171 km/h.
Bylo vyrobeno více než 300 kusů, ale letoun se ve své roli záchytného stíhače ukázal jako nevýrazný – zničil 9 až 18 spojeneckých letadel proti 10 ztrátám. Kromě bojových ztrát přišlo o život mnoho pilotů i během testování a výcviku.
Tato vysoká ztrátovost byla, alespoň částečně, důsledkem působení raketového paliva používaného k pohonu pozdějších modelů. To bylo nejen vysoce těkavé, ale také korozivní a nebezpečné. Jednou z takových smrtelných nehod byla smrt Josefa Pöhse, německého stíhacího esa a Oberleutnanta Luftwaffe, který byl zabit v roce 1943 vystavením složky T-Stoff v kombinaci se zraněními utrpěnými během neúspěšného vzletu, při kterém došlo k prasknutí palivového potrubí. Kromě nacistického Německa žádný stát nikdy operačně nevyužil buď konkrétně Me 163 ani raketový letoun obecně; nicméně ukořistěné stroje Me 163 podnikly několik letů pro účely hodnocení a výzkumu.

## Vývoj

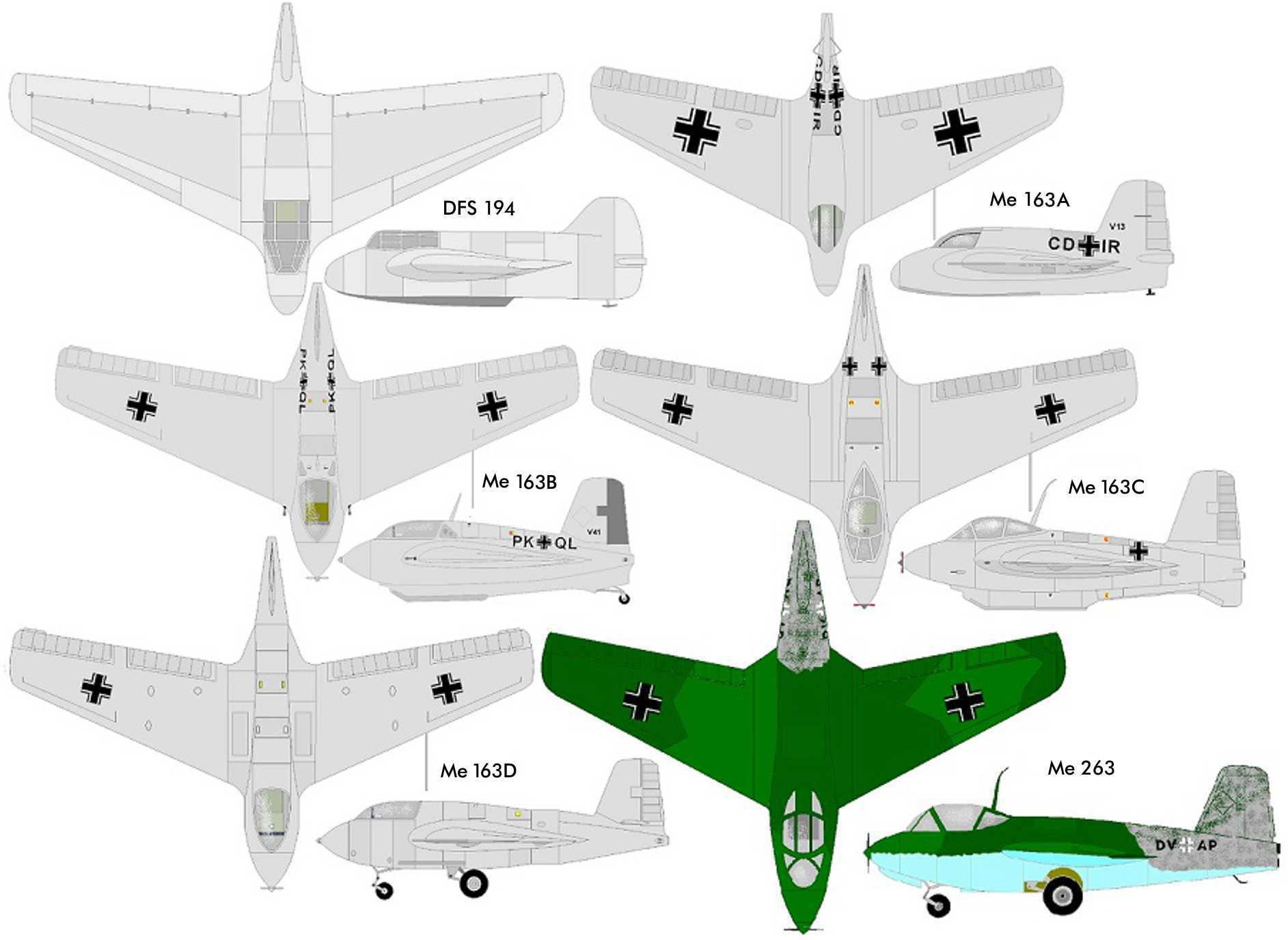
Vývoj Me 163

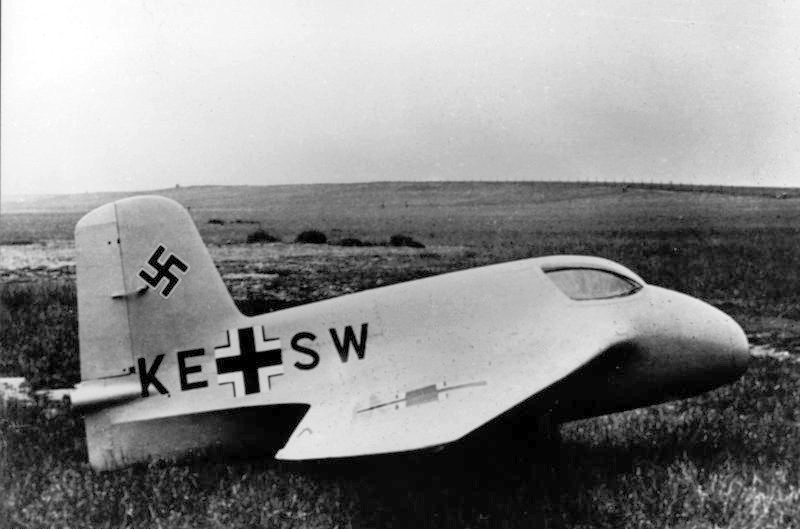
Prototyp Me 163A V4 v roce 1941

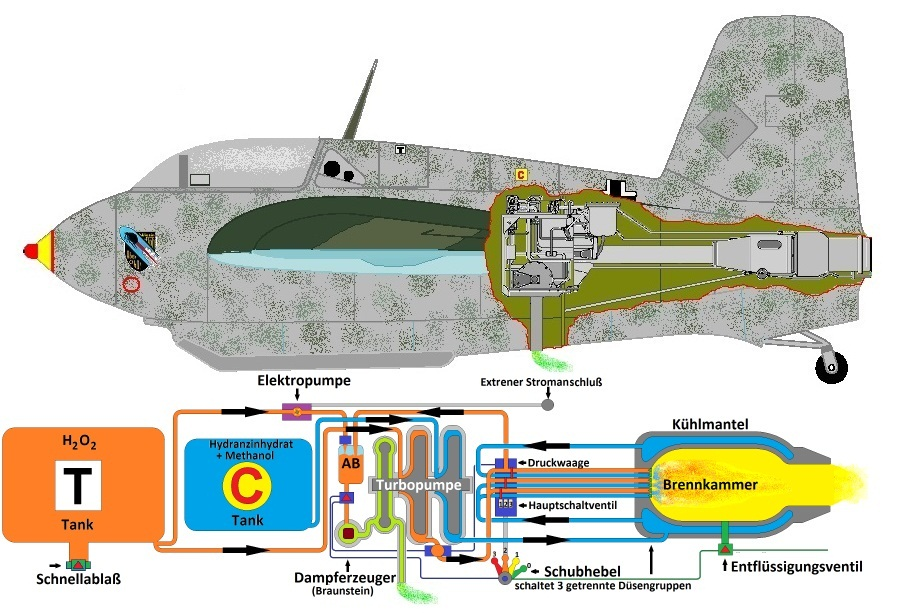
Uložení raketového motoru Walter HWK 109-509A-1

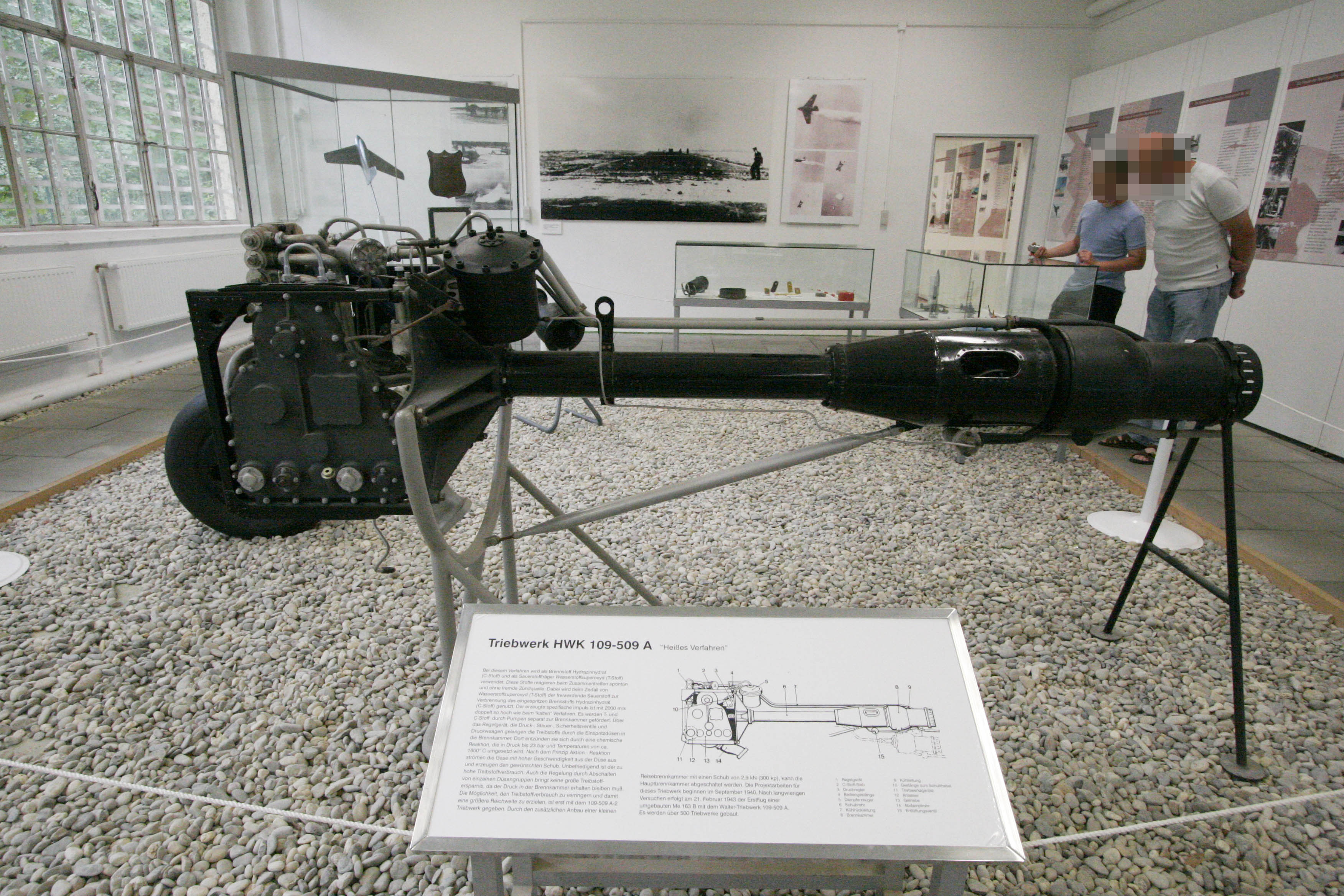
Raketový motor HWK 109-509A v berlínském muzeu

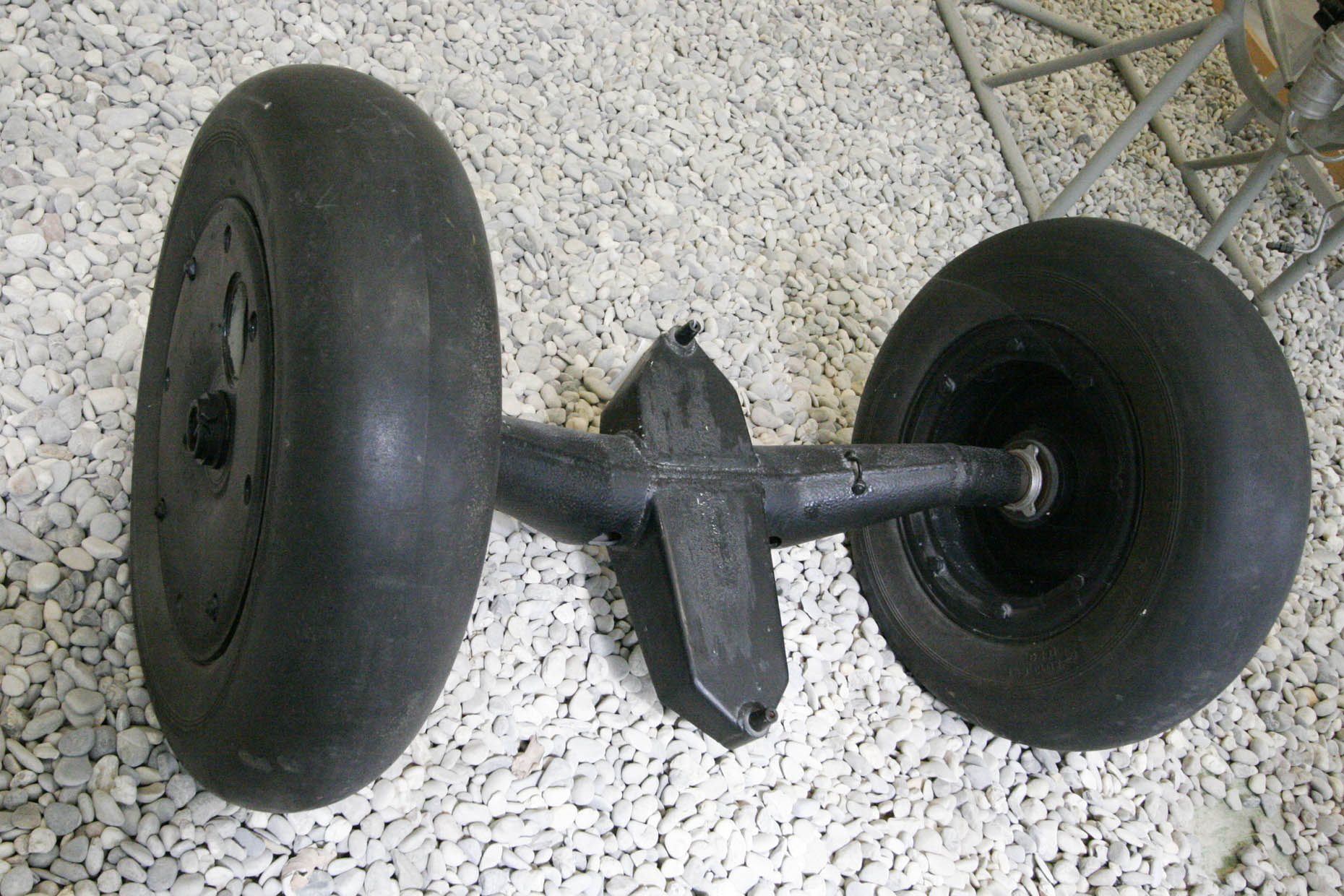
Odhazovací podvozek Me 163

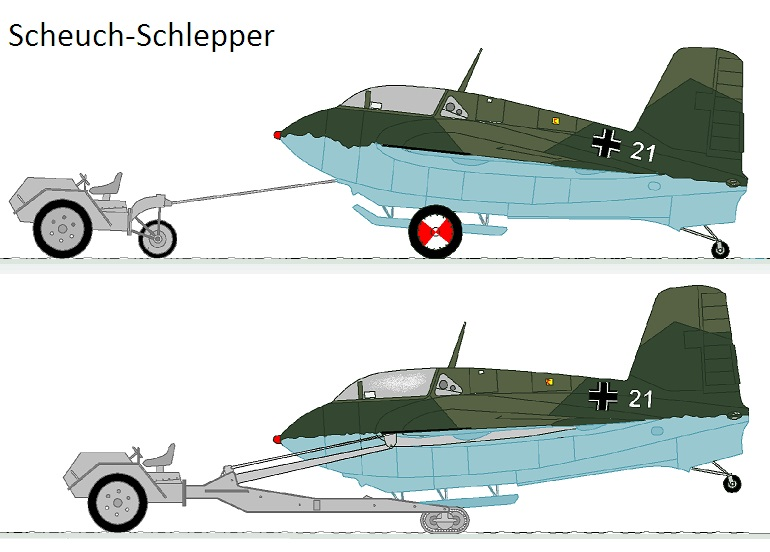
Použití zařízení "Scheuch-Schlepper" před vzletem Me 163B (nahoře) a po přistání (dole)

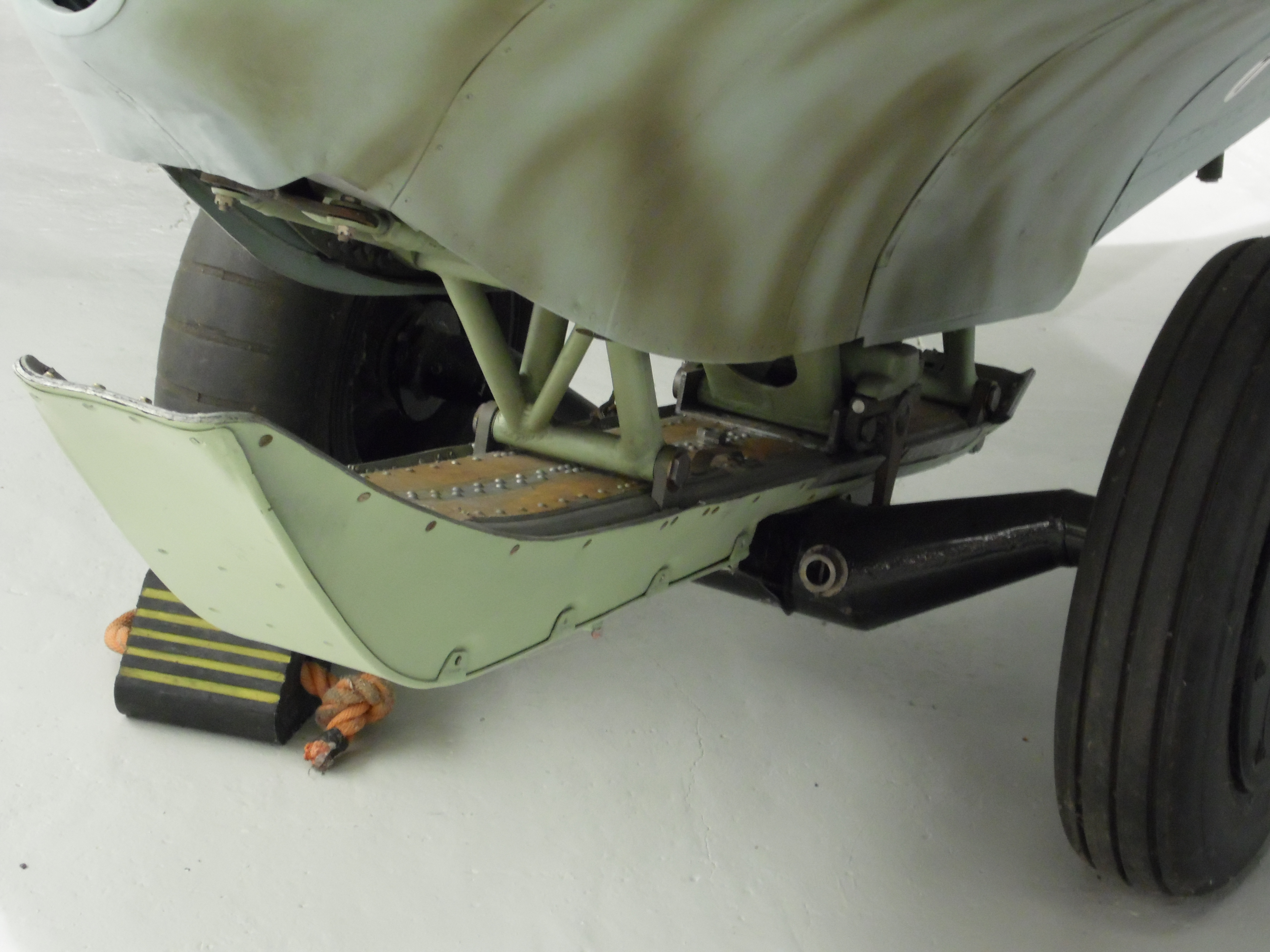
Přistávací ližina letounu Messerschmitt Me 163B

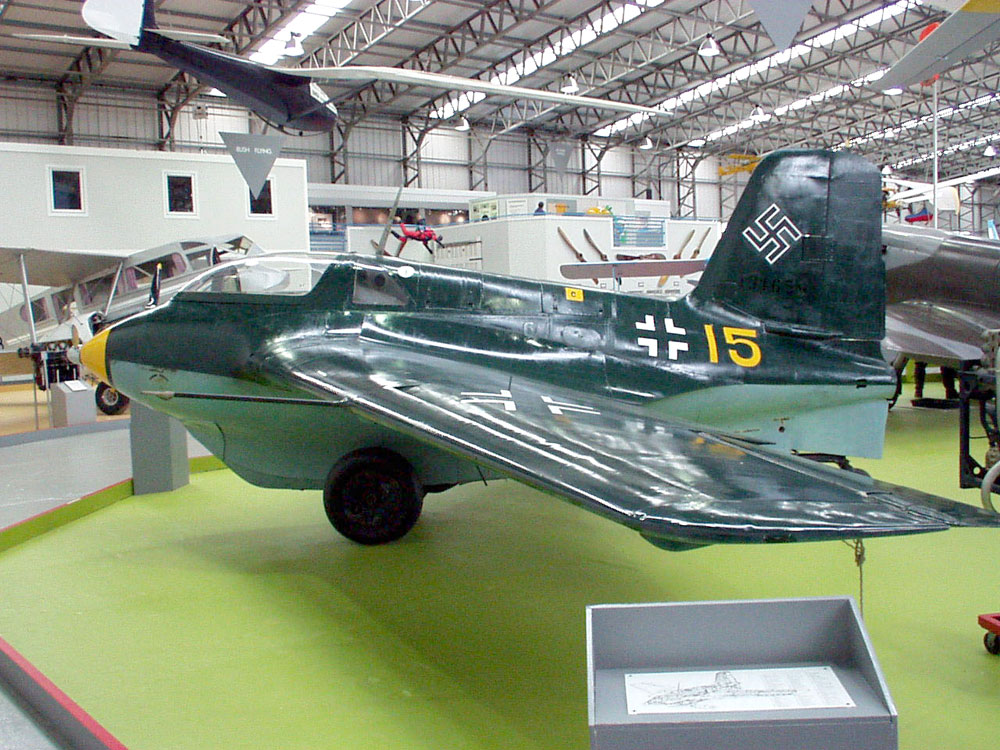
Me 163 B-1a v National Museum of Flight ve Skotsku

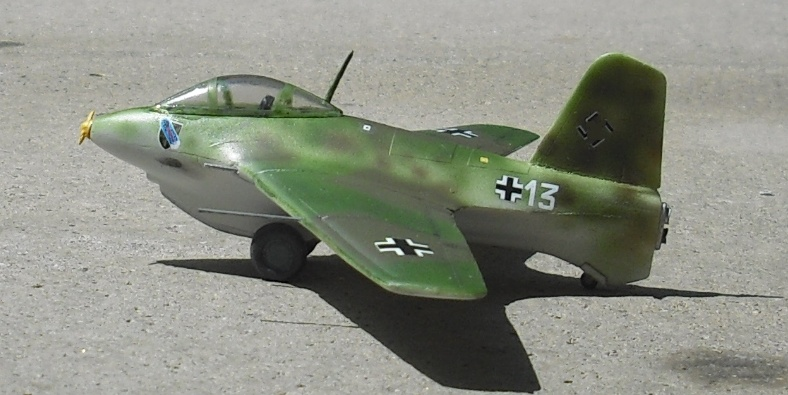
Model Me 163C

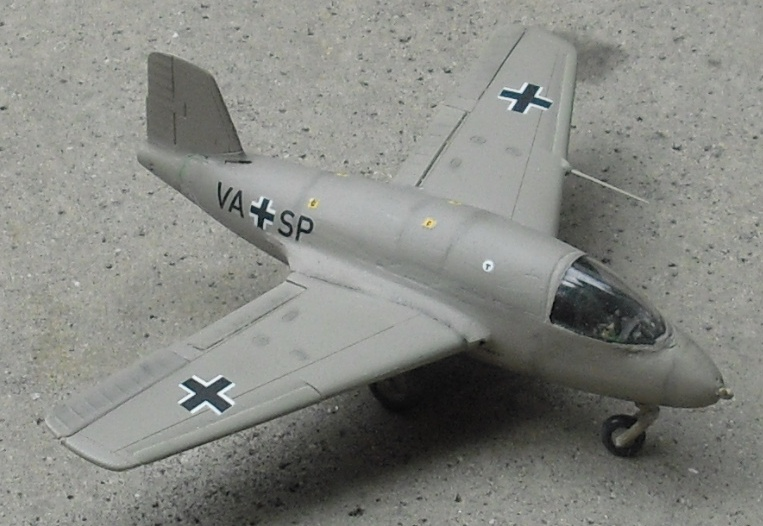
Model nedokončeného Me 163D

Továrna Walter Werke KG, kterou vedl kielský chemik Ing. Helmuth Walter, vyvíjela od roku 1936 nový raketový motor R I-203 o tahu 4 kN, který byl zamýšlen jako motor pro Heinkel He 176, nebo jako pomocná pohonná jednotka pro usnadnění startu přetížených bombardovacích a transportních letounů. Tento motor pracoval v tzv. studeném režimu na principu spalování vysoce koncentrovaného peroxidu vodíku (T-Stoff) a manganistanu sodného nebo vápenatého (Z-Stoff) při vývinu propulzního plynu, vycházejícího z raketové trysky pod vysokým tlakem o teplotě asi 800 °C.
Vedením vývoje byl pověřen šéf výzkumného oddělení RLM Dr. Adolf Beaumker. Zástupce Beaumkera Dr. Lorenz předpokládal, že nová pohonná jednotka bude nejlepších výsledků dosahovat v bezocasém letadle. Svěřili proto návrh nového letadla profesorovi A. Lippischovi v Německém výzkumném institutu pro bezmotorové létání (DFS), který se této oblasti věnoval od dvacátých let 20. století.
Nejdříve se zvažovala možnost zabudování raketového motoru do upraveného stroje DFS 39 Delta IVc. Ukázalo se však, že tato instalace bude vyžadovat mnohem větší přestavby, což nakonec vedlo k navržení nové konstrukce označené Entwurf X. Krátce nato stroj obdržel oficiální označení DFS 194. Projekční práce prováděl dvanáctičlenný tým v Darmstadtu.
Na konci roku 1938 již malý ústav DFS přestal vyhovovat požadavkům na výrobu moderních letounů. Od ledna 1939 profesor Lippisch se svou konstrukční skupinou přešel do firmy Bayerische Flugzeugwerke (později Messerschmitt AG) v Augsburgu, kde byla označená jako Oddělení L. V létě 1939 byl DFS 194 dokončen a převezen na zkušební letiště Peenemünde-West, kde se nacházelo středisko německého raketového programu. Během letových zkoušek prováděných od srpna 1940 tento letoun dosahoval rychlosti okolo 550 km/h.
Od června 1940 byly v Augsburgu zahájeny konstrukční práce na novém bezocasém stroji, jehož původní označení Lippisch P 01 V1, V2 a V3 bylo opět záhy změněno na Me 163 A V1 až V3. První prototyp Me 163 A V1 (Werk-Nr.1630000001) s imatrikulaci KE+SW byl na zkušební letiště v Lechfeldu dodán v zimě roku 1940. Po úspěšné zkoušce bezmotorového letu s pilotem Heini Dittmarem 13. února 1941, při kterém byl jako vlečný letoun použit Messerschmitt Bf 110, byly v létě 1941 postaveny další dva prototypy Me 163 A V2 (Werk-Nr.1630000002, GG+EA) a V3 (Werk-Nr.1630000003, CD+IK). Druhý prototyp byl 8. listopadu 1941 převeden do Peenemünde a podobně jako první vyrobený Komet neměl ani tento stroj instalován pohonnou jednotku a musel být nejprve zkoušen jako kluzák. 13. srpna 1941 pak H. Dittmar uskutečnil z letiště Peenemünde West první let Me 163 A KE+SW s raketovým pohonem. V té době již byl dokončen prototyp Kometu A V4 (Werk-Nr.1630000004, CD+IL), který sloužil ve vleku bez motoru k výuce pilotů. Pohonnou jednotku tento prototyp obdržel 2. února 1943.
Generální zbrojmistr Luftwaffe Generaloberst Ernst Udet následně zadal objednávku na další prototypy Me 163 A.
Dne 2. října 1941, poté co byl prototyp Me 163 A V1 vytažen Opitzem v Bf 110C do výšky 3 962 m, zapnul tovární zkušební pilot Heini Dittmar motor Walter HWK R II-203 o tahu 7,5 kN a dosáhl rychlosti 1003,67 km·h−1 (M=0,84) měřenou kinoteodolitem Askania, ovšem bližší údaje chybí — kupř. výška letu, meteorologické podmínky (teplota a tlak vzduchu), aj. V každém případě tento výkon nesplňoval oficiální podmínky, nutné k uznání rekordu. Patrně i pro vysoký stupeň utajování celého projektu tento výkon nebyl nikdy přihlášen k registraci u Mezinárodní letecké federace (FAI). Stávající rychlostní rekord 755 km/h byl však překonán o více než 248 km/h a jediné, co bylo možno učinit jako veřejné uznání, bylo udělit Dittmarovi, Lippisschovi a Walterovi jedno z nejvyšších německých leteckých ocenění, Lilienthalův diplom.
25. srpna 1942 měl při předvádění v Peenemünde havárii druhý prototyp Me 163 A, který musel být pro 70% poškození sešrotován.
10. listopadu 1942 na tajnou základnu Peenemünde přibyly také A V5 (Werk-Nr.1630000005, CD+IM), Me 163 A V6 (Werk-Nr.1630000006, CD+IN) a A V7 (Werk-Nr.1630000007, CD+IO) ve vleku a 16. února 1943 již po železnici přijel osmý vyrobený Komet (Werk.Nr.1630000008, CD+IP) a devátý (Werk-Nr.1630000009, CD+IQ). Při zalétávání devátého prototypu, ještě v Augsburgu 16. října 1942, si Heini Dittmar při tvrdém přistání v nárazovém větru poranil páteř. Jeho nástupcem se poté stal Rudolf Opitz.
Posledním zkušebním vzorkem Me 163 A byl desátý vyrobený letoun výrobního čísla 1630000010.
Příznivé výsledky zkoušek prvních Me 163 A vedly Říšské ministerstvo letectví už v prosinci 1941 k objednání 70 prototypů a předsériových strojů bojové verze Me 163 B. K tomuto počtu byla plánována také výroba 10 exemplářů Me 163 A bez pohonné jednotky, určených pro výcvik pilotů. Udetova sebevražda v listopadu 1941, který tento program osobně podporoval, však způsobila zpoždění ve výrobě Me 163 B, protože Generalfeldmarschall Erhard Milch, který do úřadu po Udetově smrti nastoupil, povolil práce na raketovém stíhacím letounu, ovšem s nízkým stupněm priority.
První prototyp Me 163B V-1 (Werk-Nr.163 100 10, VD+EK), jehož konstrukce byla zahájena 1. prosince 1941, tak provedl první let ve vleku za Bf 110 až 26. června 1942 z letiště Lechfeld. Varianta B se lišila od předešlého „áčka“ změnou půdorysu křídla, které nyní mělo přímou náběžnou hranu se štěrbinovým slotem. Objemnější trup byl zakončen hrotitou přídí. Protože se vývoj nových motorů pro Komety stále opožďoval, byl nakonec první zkušební vzorek „béčka“ vybaven pohonnou jednotkou R II-203 z Me 163 A, aby mohl rovněž podnikat motorové lety.
O měsíc později byl dohotoven Me 163 B V2 (Werk-Nr.163 100 11, VD+EL), který byl 21. listopadu 1942 jako kluzák přepraven do Peenemünde. Později sloužil jako zkušební stroj pro trupové a gondolové zbraně. Koncem listopadu 1942 byl na tuto základnu dodán rovněž Me 163 B V4 (Werk-Nr.163 100 14, VD+EN), aby zde oba prototypy byly testovány jako kluzáky. V4 byl pak zkoušen s radiovybavením FuG 16 Z a FuG 25a.
Třetí zkušební vzorek Me 163 B V3 (VD+EM) Messerschmitt dodal společnosti Walter do Kielu a 15. srpna 1943 byl vrácen do Augsburgu. Následně byl tento exemplář podroben zkouškám rychlovypouštění látky T-Stoff v Lechfeldu, kde byl 25. května 1944 zcela zničen.
Rovněž pátý prototyp Me 163 B V5 (VD+EO) byl 30. října 1942 chybou pilotáže poškozen při přistání. Od 16. listopadu byl rekonstruován u společnosti Messerschmitt v Regensburgu.
První let verze B s raketovým pohonem R II-209 se uskutečnil 21. února 1943 s letounem Me 163B V8 (VD+ER), za jehož řízení usedl Rudolf Opitz. První dva motory R II-211 (Walter HWK 109-509A) dorazily do Peenemünde 17. června 1943. Již 23. června s novým motorem poprvé vzlétl R. Opitz v Me 163 B V2. Tento motor využíval tzv. horký proces, při němž docházelo k spalování látky T-Stoff a C-Stoff (směs metylalkoholu, hydrátu hydrazinu a vody) při teplotě asi 2000 °C s možností regulovatelného tahu od 1,47 do 16,7 kN. Práce na neperspektivním motoru R II-209 se studeným procesem byly zastaveny. V následujících týdnech přišlo ještě několik pohonných jednotek HWK 109-509 A, které byly zabudovány do dalších Me 163 B. V létě 1943 se pak prováděly četné zkoušky různě vybavených prototypů Kometů.
Do letounu Me 163 B V10 (Werk-Nr.163 100 19, VD+ES) byl v Berlíně-Spandau instalován pokusný motor typu BMW P 3390 (označení RLM 109-510A) společně s novými palivovými nádržemi, protože odolnost původních proti vysoce koncentrované kyselině nebyla dostatečná. Firma BMW kromě toho navrhovala opatřit záď letounu k rychlejší montáži a údržbě motoru pouze přírubou. Tak bylo možno záďový díl se směrovkou demontovat během několika minut a uvolnit tak motor. Tento návrh byl později převzat pro sériovou výrobu Me 163 B.
Konečná montáž předsériových letounů Me 163 B-1, zahájená koncem roku 1943, byla po 70 postavených prototypech v Obertraublingu u Řezna přesunuta od dubna 1944 do firmy Hans Klemm Flugzeugbau GmbH v Böblingenu poblíž Stuttgartu. Sem přicházely jednotlivé díly z dílen z celého Německa a probíhala zde montáž sériových letadel Me 163 B-1a.
Ukázalo se však, že Me 163 nemá během letu dostatečnou vytrvalost, což mělo v roce 1944 vyřešit zabudování nového dvoukomorového motoru HWK 109-509 C-1 s regulovatelným tahem, který byl zkonstruován pro variantu Me 163 C. Po zkouškách na brzdě byl zabudován do Me 163 B V6 (Werk-Nr.163 100 15, CE+RE) a Me 163 B V18 (Werk-Nr.163 100 27, VA+SP), které se měly následně stát vzorem pro sérii modelu Me 163C se zvětšenou zásobou paliva a rozpětím. Letouny B V6 i B V18 měly kratší přistávací ližinu a zcela zatažitelné ostruhové kolečko, umístěné více vzad. Motor typu Walter HWK 109-509 C-1 opět spaloval velmi nebezpečnou kapalinu zvanou C-Stoff (30% hydrazinu, 57% methanolu a 13% vody) a T-Stoff (peroxid vodíku). Dne 6. července 1944 uskutečnil R. Opitz první let s Me 163 B V18, při kterém dosáhl rychlosti 1 130 km/h.
Messerschmitt Me 163 startoval z odhazovatelného dvoukolového podvozku a na přistávání používal lyži, která se hydraulicky vysouvala zpod trupu. Problém mohl nastat při přistávání, kdy už v nádrži nesmělo být žádné palivo, protože bylo velmi citlivé na otřesy a hrozilo nebezpečí výbuchu letadla. Při jednom z tvrdých přistání se údajně pohonné látky vylily na pilota a agresivní peroxid vodíku ho doslova rozpustil. Z těchto důvodů bylo třeba na pilotování těchto strojů určitou dávku odvahy, protože pilota ohrožovalo nejen palivo, ale i létání jako takové. Mnoho nových letců v tomto období totiž nemělo dostatečný letecký výcvik. Cvičili údajně pouze několik hodin (to se týká i Me 262).
V létě 1944 byl navržen dvoumístný cvičný kluzák Me 163 S vycházející z draku Me 163 B, určený k výcviku pilotů, který měl místo nádrže okysličovadla T-Stoff prostor pro instruktora. V SSSR byl jeden z pěti vyrobených exemplářů po válce zkoušen pilotem Markem C. Gallajem ve vleku za Tu-2. Další zkoušky pokračovaly za účasti pilotů J. I. Vernikova a A. A. Jefimova.
Souběžně byla vyvíjena verze prodlouženého Me 163 C s dvoukomorovým raketovým motorem HWK 109-509 C-1. Hlavní komora o tahu 17 kN a pomocná o tahu 3 kN prodlužovaly činnost motoru z 8 na 12 minut. Nové dvoukomorové raketové motory byly začátkem roku zkoušeny na brzdě a následně testovány v prototypech Me 163 B V6 a B V18. Během zkoušek obou prototypů zahájila továrna v Dessau přípravy na zahájení sériové výroby „céčka“. Byla zahájená stavba tří prototypů Me 163 C V1, C V2 a C V3, z nichž byl zalétán pouze jeden. Na konci války byly všechny tři kusy zničeny, aby je nezískali Sověti.
Snahou o odstranění nedostatků vznikl projekt Me 163 D, který měl trup prodloužený o 0,85 m, zatahovací příďový podvozek a křídlo se zabudovanými automatickými sloty. Pro jeho pohon byl vybrán dvoukomorový raketový motor HWK 109-509C-1 o maximálním tahu 20 kN. Na příkaz Technisches Amtu byl však tento projekt postoupen firmě Junkers v Dessau pod vedení profesora Heinricha Hertela. Označení nového letounu se tak změnilo na Junkers Ju 248 Flunder, po krátké době se však název opět měnil na konečný Me 263. Hlavňová výzbroj byla tvořena dvojicí kanónů MK 108 ráže 30 mm v kořenu křídla. Při postupu do Německa Me 263 V1 (DV+PA) v Dessau nepoškozený získala sovětská armáda. Po převezení do SSSR sloužil při vývoji stroje MiG-270.
Výroba Me 163 byla ukončena v únoru 1945.

## Služba

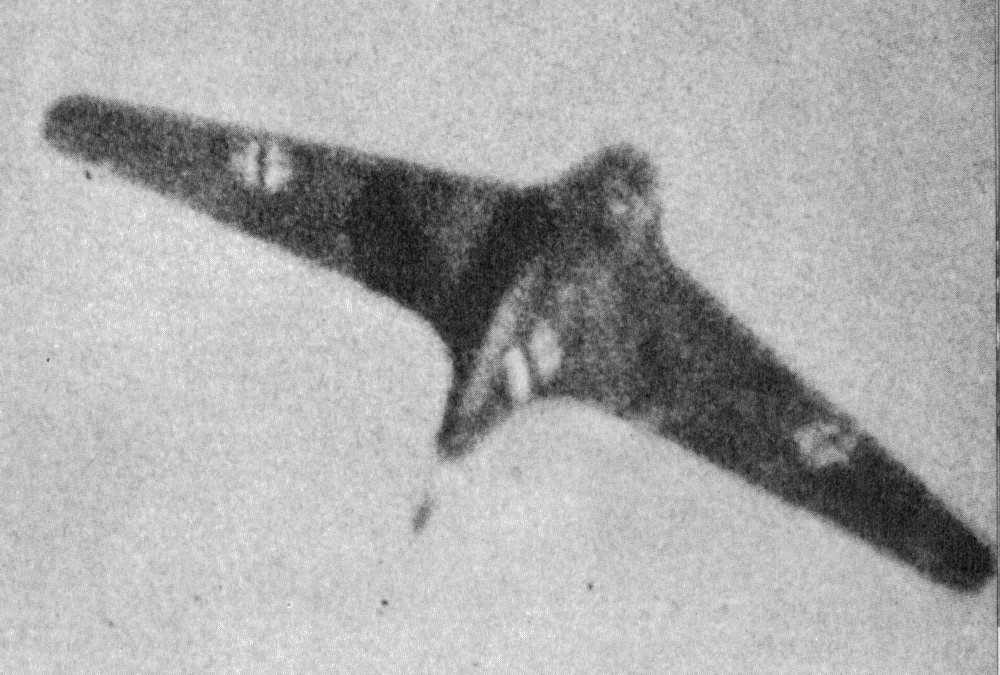
Me 163 zachycený letounem P-47 Thunderbolt

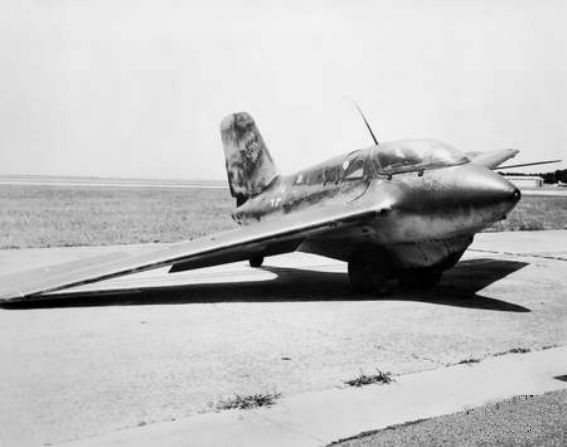
Typický pohled na Komet po přistání, kdy čeká na tahač Scheuch-Schlepper

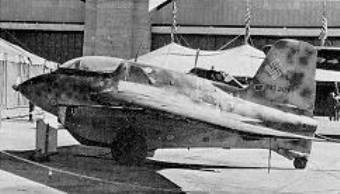
Me 163 ukořistěný Spojenci v roce 1945

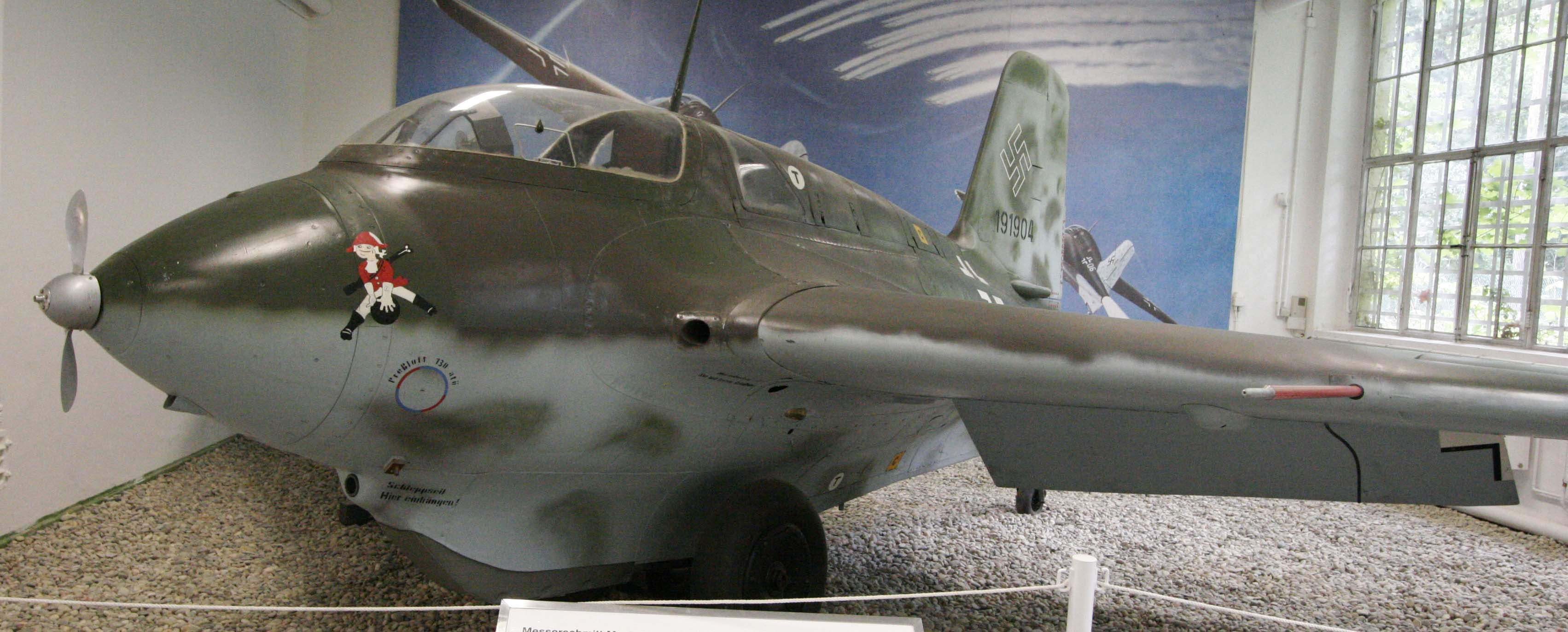
Me 163 v muzeu v Berlíně

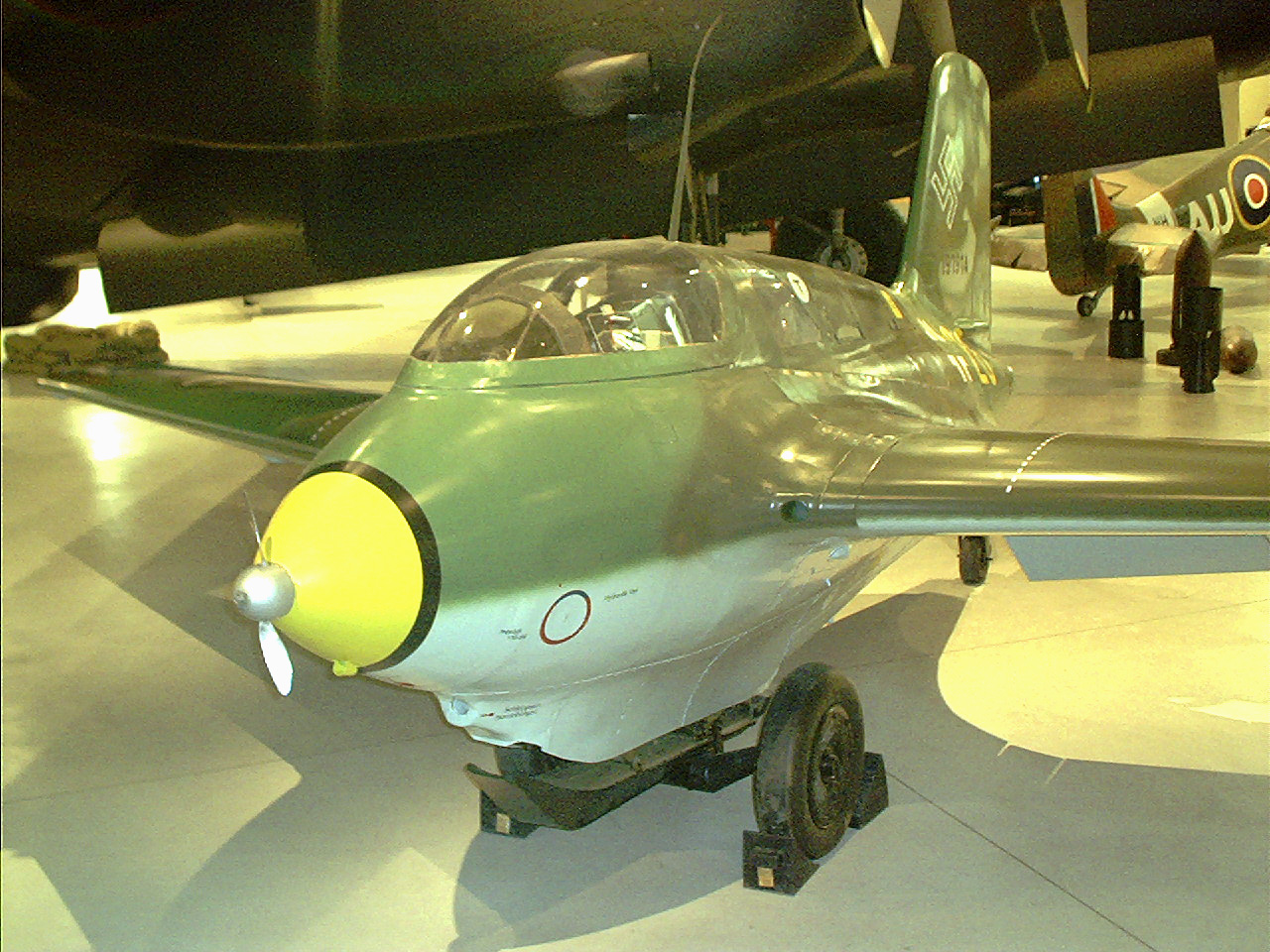
Me 163B, Werknummer 191914 v Canada Aviation and Space Museum

Jednotkou, která byla jako první vyzbrojena letouny Me 163 B, bylo v létě 1942 speciálně vytvořené zkušební výcvikové Erprobungskommando 16 pod vedením zkušeného letce Wolfganga Späta, který skončil válku s 99 sestřely na svém kontě. K jednotce byly převeleny také další letecká esa jako Hauptmann Johannes Kiel s 20 vítězstvími, nebo J. Pohs s 43 sestřely.
Po bombardování zkušební základny Peenemünde-West v noci ze 17. na 18. srpna 1943 bombardéry Royal Air Force, přimělo jednotku EK 16 společně s veškerým vybavením k přemístění do Bad Zwischenahn u Oldenburgu. V září 1943 měl útvar EK 16 celkem 150 členů, z toho 5 pilotních instruktorů a 23 žáků. V ten samý měsíc byl zahájen výcvik pilotů, včetně budoucích příslušníků jednotky I./JG 400. Samotný kurs žáci zahajovali provedením 100 letů na jednomístných kluzácích Grunau Baby a dvoumístných DFS Kranich se zkrácenými křídly. Samotným cvičným motorovým letům na Kometech předcházelo několik letů na Me 163 A ve vleku za Bf 110.
První obětí Kometu se stal 30. listopadu 1943 výcvik podstupující Oberfeldwebel Alois Wörndl. Když po motorovém letu klouzal bez paliva v Me 163 A (CD+IK) na letiště v Bad Zwischenahn, rozpočítal si chybně přiblížení na přistání a po velmi tvrdém přistání došlo k převrácení jeho letounu. Zničený CD+IK provedl svůj první bezmotorový let 30. května 1942, motorový následoval 22. června. Od 16. února 1943 byl zařazen jako přeškolovací letoun.
30. prosince 1943 na stejném letišti zahynul rovněž na Me 163 A (CD+IM) Oberleutnant Joachim Pöhs. Po vzletu příliš brzy uvolnil vzletový vozík, který se odrazil od země a udeřil do trupu, což zapříčinilo vysazení motoru. Když točil zpět na přistání, zachytil o stanoviště protiletadlových děl a havaroval. Jeho Komet 14. července 1942 prodělal první bezmotorový let, 2. února následujícího roku s raketovým pohonem a do července 1943 byl používán ke zkouškám v Peenemünde.
Od ledna 1944 se začala na rozkaz velení Luftwaffe formovat nová bojová jednotka v Bad Zwischenahn, vyzbrojená dvanácti Komety. Jako první byla založena 20./JG 1, jejíž velení převzal Hauptmann Robert Olejnik. V únoru byla tato jednotka přeznačena na 1. Staffel Jagdgeschwader 400, která se počátkem března přesunula v počtu 12 pilotů a 5 Kometů do Wittmundhafenu.
První bojový let Kometu provedl Major Späte na Me 163 B V41 (Werk-Nr.163 100 50, PQ+QL) 13. května 1944 z letiště Bad Zwischenahn, avšak střetnutí s dvojicí strojů Republic P-47 Thunderbolt USAAF, prolétajících v okolí letiště, skončilo pro vysazení raketového motoru bezvýsledně. Po převelení Späteho k IV./JG 54 na východní frontu převzal velení EK 16 Hauptmann Anton Thaler.
K prvnímu bojovému kontaktu se svazem 596 amerických bombardérů se piloti 1./JG 400 dostali 28. července 1944 u Merseburgu, proti kterým postupně odstartovalo šest Me 163. Následující den startovala opět šestice Kometů proti svazu 467 amerických bombardérů útočících na Merseburg, ale stejně jako předchozí den neutrpěla ani jedna ze zúčastněných stran ztrátu.
31. července 1944 se s Me 163 střetl průzkumný Lockheed P-38 Lightning, ale podařilo se mu uniknout bez poškození. 5. srpna bylo v blízkosti další americké formace nalétávající na Merseburg hlášeno 10 raketových Messerschmittů, ani tentokrát však nedošlo na žádné straně ke ztrátám.
Začátkem srpna byla 1. letka přemístěna na letiště Brandis, asi 50 km od Lipska. 16. srpna se její piloti opět střetli s americkými bombardéry a zaznamenali již první dva sestřely B-17 z 305. bombardovací skupiny USAAF, kdy si po jednom setřelu připsali poručík Hans Bolt a Oberfeldwebel Schubert. Zároveň však přišly i první dvě bojové ztráty. Leutnant Hartmut Ryll (Werk-Nr.163100, bílá 11) se po poškození B-17 poručíka C. Laverdiera stal sám obětí Johna B. Murphyho z útvaru 359. FG na doprovodném stroji P-51 Mustang a raněný Oberfeldwebel Herbert Straznicky se zachránil na padáku, když byl jeho Komet zasažen palubními střelci z B-17.
Začaly se také ukazovat komplikace, se kterými se piloti těchto strojů v boji museli potýkat. Aby je nedostihli nepřátelští stíhači, museli piloti Kometů nalétavat na bombardéry s rychlostním rozdílem okolo 500 km·h−1, a na vlastní útok měli jen přibližně 2,5 sekundy.
Největšího úspěchu dosáhlo osm Kometů 1. letky JG 400 dne 24. srpna 1944 sestřelením čtyř Létajících pevností z bombardovacího svazu 92., 305., 381. a 457 BG mířících k Leuně, z nichž dvě si na své konto připsal Oberfeldwebel Siegfried Schubert. Schubert nejdříve atakoval vedoucí B-17 poručíka Hoehlera z 92. BG, jehož krátká dávka poškodila levou část křídla. Boeing odpadl z formace, ztrácel výšku a zakrátko havaroval. Schubertovo číslo 2 provedlo kanónový útok na druhý B-17 poručíka Steva Nagye, kterému vzplál motor č. 4, bombardér spadl do vývrtky a ve výšce 5800 m explodoval. Následně na stejnou formaci zaútočily další dva Me 163, za jejichž řízení usedli Oberfeldwebel Peter Husser a Unteroffizier Manfred Eisenmann. Této dvojici se nepodařilo zasáhnout žádný letoun, Eisenmannův Messerschmitt byl navíc poškozen obrannou palbou na ocasních plochách. Oberfeldwebel Schubert po opětovném nastoupání výšky čelně zaútočil na B-17 poručíka Winfreda Pugha od 457. BG, jehož stroj se opět oddělil od formace a v 3050 m vybuchl. Ve stejné době byly dvojicí Me 163 napadeny B-17 305. BG, které se podařilo sestřelit bombardér poručíka P. Dabneyho. Ve všech případech byly zteče raketových Kometů provedeny tak rychle, že doprovodné letouny North American P-51 Mustang nestačily zasáhnout.
Koncem měsíce srpna byla na letiště Brandis převelena 2./JG 400 založená na základně Venlo pod velením Hauptmanna Otto Bohnera. Obě letky pak společně utvořily I./JG 400, jejímž velitelem se stal Hauptmann Fulda.
Během měsíce září zasáhla JG 400 do bojů pětkrát ve dnech 10., 11., 12., 13. a 28. září. K 24. září disponovala JG 400 celkem 19 Komety, z nichž 11 bylo bojeschopných.
V říjnu 1944 se na základnu Brandis přemístilo také EK 16 vedené Hauptmannem Thalerem. Někteří členové této jednotky byly zakrátko převeleni na letiště Udetfelt, dnešní Mierzecice u Sosnowce, kde utvořili cvičnou jednotku IV./EJG 2. Ta byla složena z 13. letky, které velel Adolf Niemeyer, 14. letky s velitelem Mano Zieglerem a 15. letky, která se brzy přejmenovala na III./JG 400.
Také během října provedly raketové stíhací letouny několik akcí. Po nezdařeném útoku na americké bombardéry 5. října byly úspěšnější o dva dny později. V tento den vzlétlo v první vlně pět Messerschmittů a než proti nim mohly doprovodné Mustangy cokoliv podniknout, vyřadil Siegfried Schubert jeden B-17 95. BG. Po přistání zpátky v Brandisu přesedl Schubert do dalšího Me 163, aby se s Flying Fortressy utkal znovu. Při vzletu se však vyskytla závada na jeho vzletovém vozíku a následnou havárii pilot nepřežil. Ostatní piloti JG 400 po dvojicích, nebo samostatně pokračovali v napadání nepřátelských bombardérů. Ve 12:30 odstartovaly dva Komety Leutnanta Hanse Botta a Feldwebela Rudolfa Zimmermanna, kteří se během stoupání rozdělili a začali pátrat po cílech. Zimmermann zahlédl osamocený B-17, na který již po vyčerpání paliva z převýšení zaútočil. Po kanónové salvě pozoroval odlétající kusy z napadeného stroje a začal točit zpět k Brandisu. V tom okamžiku byl napaden vedoucím trojice Mustangů, poručíkem Elmerem Taylorem z 346. FG, který Me 163 zasáhl do trupu a levé poloviny křídla. Po nouzovém přistání opustil svůj poškozený stroj, který na zemi P-51 rozstřílely.
Další havárie v Brandisu v průběhu této operace nastala během přistání Unteroffiziera Manfreda Eisenmanna s poškozeným Kometem, při kterém pilot zahynul. H. Bott pak po přistání nahlásil jeden B-17 jako poškozený.
V této době probíhal v Stargardu u Štětína výcvik II./JG 400 složené z 3. a 4. letky. II. skupině velel Hauptmann Rudolf Opitz. Koncem roku 1944 velení celé Jagdgeschwader 400 převzal Major Wolfgang Späte, který se vrátil z východní fronty.
2. listopadu 1944 členové JG 400 zasáhli proti náletu B-17 3. letecké divize na Leunu. Do blízkosti bombardovacího svazu byli přesně navedeni piloti H. Bott, Oberfeldwebel Jacob Bollenrath, Günther Andreas, Straznicky a Glogner. Zteč zahájil Andreas, který se však ihned ocitl v přesné obranné palbě Američanů. Před nouzovým opuštěním své poškozené raketové stíhačky byl jeho Komet ještě zasažen palbou Mustangu kapitána Freda Glovera od 4. FG. O druhý útočící Me 163 se postaral kapitán Louis Norley, rovněž od 4. FG, který sestřelil J. Bollenratha. K bombardérům 91., 94., 388., 452. a 493. BG se však blížily další Me 163, z nichž se na letiště Brandis již nikdy nevrátily stroje Herberta Straznickeho a Horsta Rollyho.
K 10. lednu 1945 měla I./JG 400 ve stavu 46 Me 163, z toho jen 16 bylo bojeschopných.
Vzhledem ke špatným povětrnostním podmínkám a nedostatku paliva nastalo částečné oživení činnosti JG 400 až v březnu 1945, které vyvrcholilo 5 vzlety 15. března. Žádnému Kometu se však nepodařilo proniknout k bombardérům, jeden z pětice byl navíc sestřelen doprovodným Mustangem.
Od 13. listopadu 1944 byla na Me 163 B V45 (Werk-Nr.163 100 54, PK+QP) experimentálně použita nová vícehlavňová zbraň SG 500 Jagdfaust na principu pancéřové pěsti, střílející kolmo vzhůru a spouštěná automaticky fotoelektrickou buňkou v okamžiku průletu pod cílem. Tato bezzákluzová zbraň ráže 50 mm konstruktéra Dr. Langweilera měla 10 hlavní uložených svisle v kořenu křídla. Kromě 45. zkušebního vzorku obdržely zástavbu SG 500 koncem roku 1944 ještě některé sériové stroje. Leutnant Fritz Kelb tímto systémem sestřelil 10. dubna 1945 nedaleko Lipska jeden americký B-17.
Celkově skupina I./JG 400, operující od poloviny roku 1944 z letiště Brandis u Lipska, zaznamenala 9 vzdušných vítězství a 14 vlastních ztracených strojů, z toho pouze 5 v boji. Další jednotka II./JG 400 pro nedostatek paliva do bojů nezasáhla a III./JG 400 se na konci války teprve formovala. Zkušební jednotka EK 16 byla 18. února 1945 rozpuštěna.
V roce 1944 projevili Japonci zájem o koupi licence na stavbu motoru HWK 109-509 A a zakoupili i jeden Me 163 B. Ale ponorka, která ho měla převézt do Japonska, byla potopena a do Japonska se dostal jen motor, popis a výkresová dokumentace. Japonská verze kometu, která byla pojmenována J8M1 Šúsui s motorem Toku Ro.2 (KR-10), však poprvé vzlétla až 7. července 1945. Připravovaly se i další verze, jako např. J8M2 (Ki-202) a MXY 9 Suka s motorem Tsu 11.

## Vyrobené stroje
Celkově bylo vyrobeno 320 letounů Me 163 různých variant, z toho 279 předáno Luftwaffe. Několik se jich na konci války podařilo ukořistit SSSR, Francii (4 kusy), USA (2 stroje) např. Me 163 B V13 (Werk-Nr.163 100 22, VD+EV), Kanadě, Austrálii a Velké Británii (24 kusů), u nichž byly podrobovány technickému zkoumání a testům. Dodnes se zachovalo asi 10 kusů těchto neobvyklých strojů.

## Specifikace (Me 163 B-1)
Letouny Messerschmitt Me 163 B-1a byly bezocasé středoplošníky s šípovitými křídly, v jejichž kořenu byly uloženy dva kanóny MK 108 ráže 30 mm. Předsériová varianta B-1 se lišila od sériových strojů výzbrojí složenou z dvojice kanónů MG 151 ráže 20 mm. Křídla měla dřevěnou konstrukci, poměrně robustní trup byl potom poloskořepinové konstrukce oválného průřezu vyrobený z lehkých slitin. V jeho přední části se nacházela pilotní kabina, generátor proudu a akumulátor, v prostřední palivová nádrž a vzadu raketový motor – u sériových strojů to byl typ HWK 109-509 A-2. Letoun byl vybavený odpruženou přistávací lyží pod trupem a dvoukolovým vzletovým vozíkem, který se odhazoval po startu.

### Technické údaje
- Osádka: 1 pilot
- Rozpětí: 9,33 m
- Délka: 5,70 m
- Výška: 2,75 m
- Nosná plocha: 18,5 m²
- Plošné zatížení: 213 kg/m²
- Hmotnost prázdného stroje: 1905 kg
- Vzletová hmotnost : 3950 kg
- Maximální vzletová hmotnost : 4310 kg
- Pohonná jednotka: 1× raketový motor Walter HWK 109-509 A-2
- Výkon pohonné jednotky: regulovatelný tah 1 - 17 kN
- Palivo: T-Stoff (Peroxid vodíku) + C-Stoff (57 % metanol, 30 % hydrazin hydrát, 13 % voda)

### Výkony
- Maximální rychlost: 960 km/h ve výšce 3000 m
- Dostup: 12 100 m
- Stoupavost: 3666 m/min
- Dolet: 40 km (8 min)

### Výzbroj
- 2× 30mm kanón MK 108 (60 nábojů/zbraň) v kořenech křídla